# Classe CEMT
Classe CEMT è il sistema europeo di classificazione delle vie navigabili all'interno dell'Europa secondo le loro dimensioni e la loro capacità ad accogliere le imbarcazioni e si articola in otto classi.
La scelta di queste classi è stata operata dalla Conferenza europea dei Ministri dei Trasporti (Conférence Européenne des Ministres des Transports), appunto CEMT.

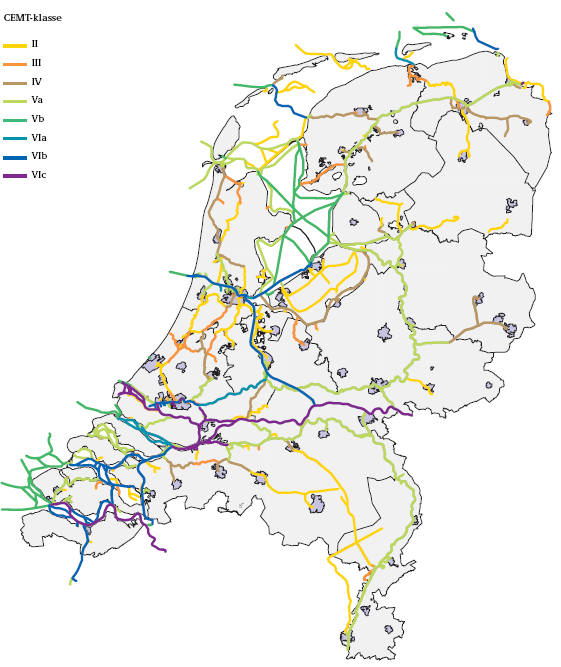
Canali olandesi secondo la loro classe CEMT.

| Classe | Tipo                    | Lunghezza | Larghezza | Pescaggio | Altezza libera | Stazza                                  |
| ------ | ----------------------- | --------- | --------- | --------- | -------------- | --------------------------------------- |
| 0      | Imbarcazioni da diporto | -         | -         | -         | -              | -                                       |
| I      | Chiatte                 | 38,50     | 5,05      | 1,8 - 2,2 | 4              | 250 - 400 (Sagoma Freycinet)            |
| II     | Campinois               | 50-55     | 6,6       | 2,5       | 4 - 5          | 400 - 650                               |
| III    | Gustav Koenigs          | 67-80     | 8,2       | 2,5       | 4 - 5          | 650 - 1000                              |
| IV     | Johann Welker           | 80-85     | 9,5       | 2,5       | 5,25 - 7       | 1000 - 1500                             |
| Va     | Grand Rhénan            | 95-110    | 11,4      | 2,5 - 4,5 | 5,25 - 7       | 1500 - 3000                             |
| Vb     | Grand Rhénan            | 172-185   | 11,4      | 2,5 - 4,5 | 9,1            | 3200 - 6000 (convogli lunghi 2 chiatte) |
| VIa    | Convogli a spinta       | 95-110    | 22,8      | 2,5 - 4,5 | 7 - 9,1        | 3200 - 6000 (convogli larghi 2 chiatte) |
| VIb    | Convogli a spinta       | 185-195   | 22,8      | 2,5 - 4,5 | 7 - 9,1        | 6400 - 12000 (convogli di 2x2 chiatte)  |
| VIc    | Convogli a spinta       | 193-200   | 34,2      | 2,5 - 4,5 | 9,1            | 9600 - 18000 (convogli di 2x3 chiatte)  |
| VII    | Convogli a spinta       | 195-285   | 34,2      | 2,5 - 4,5 | 9,1            | 14500 - 27000 (convogli di 3x3 chiatte) |